# Johann Josua Mosengel

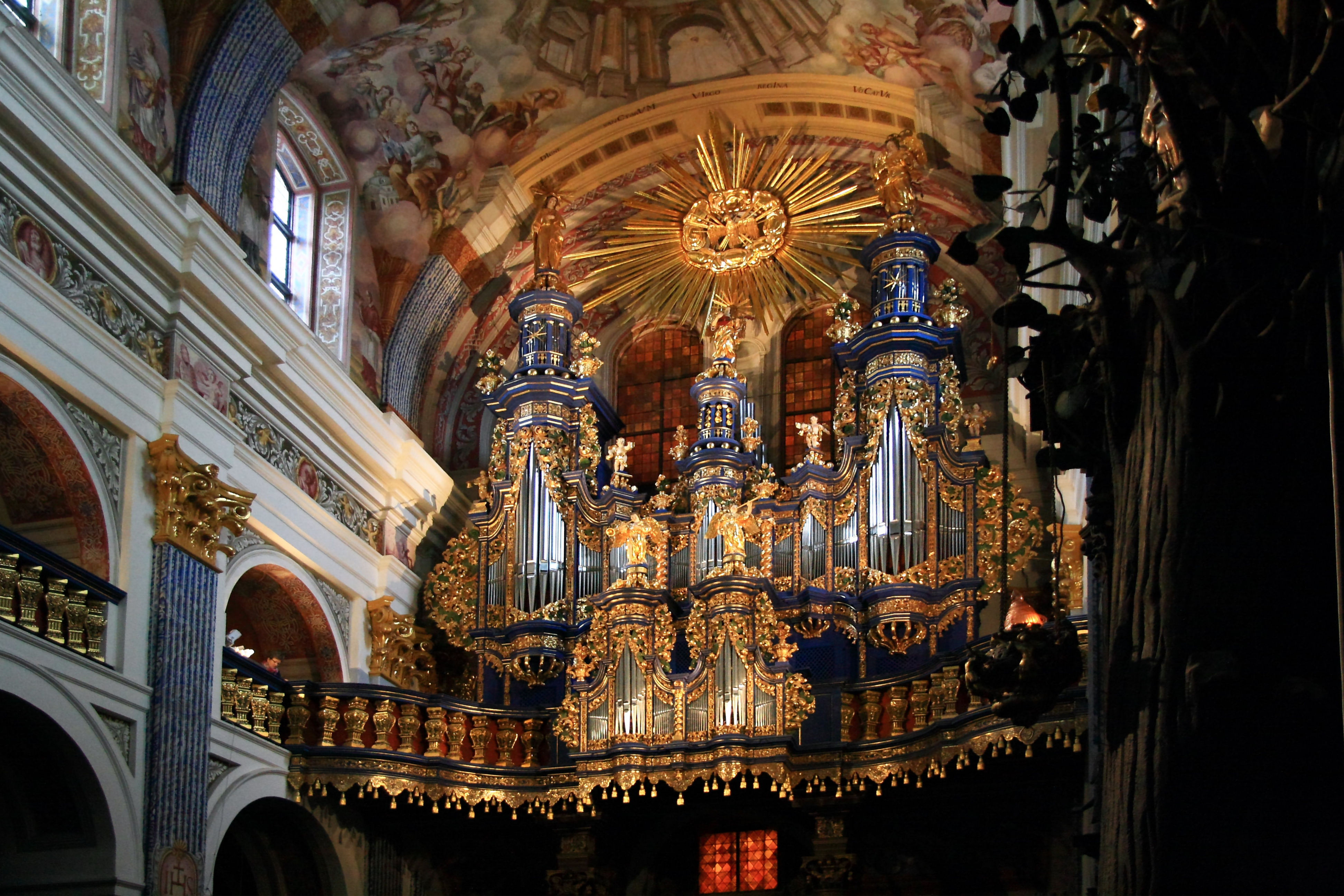
Orgel in Heiligelinde

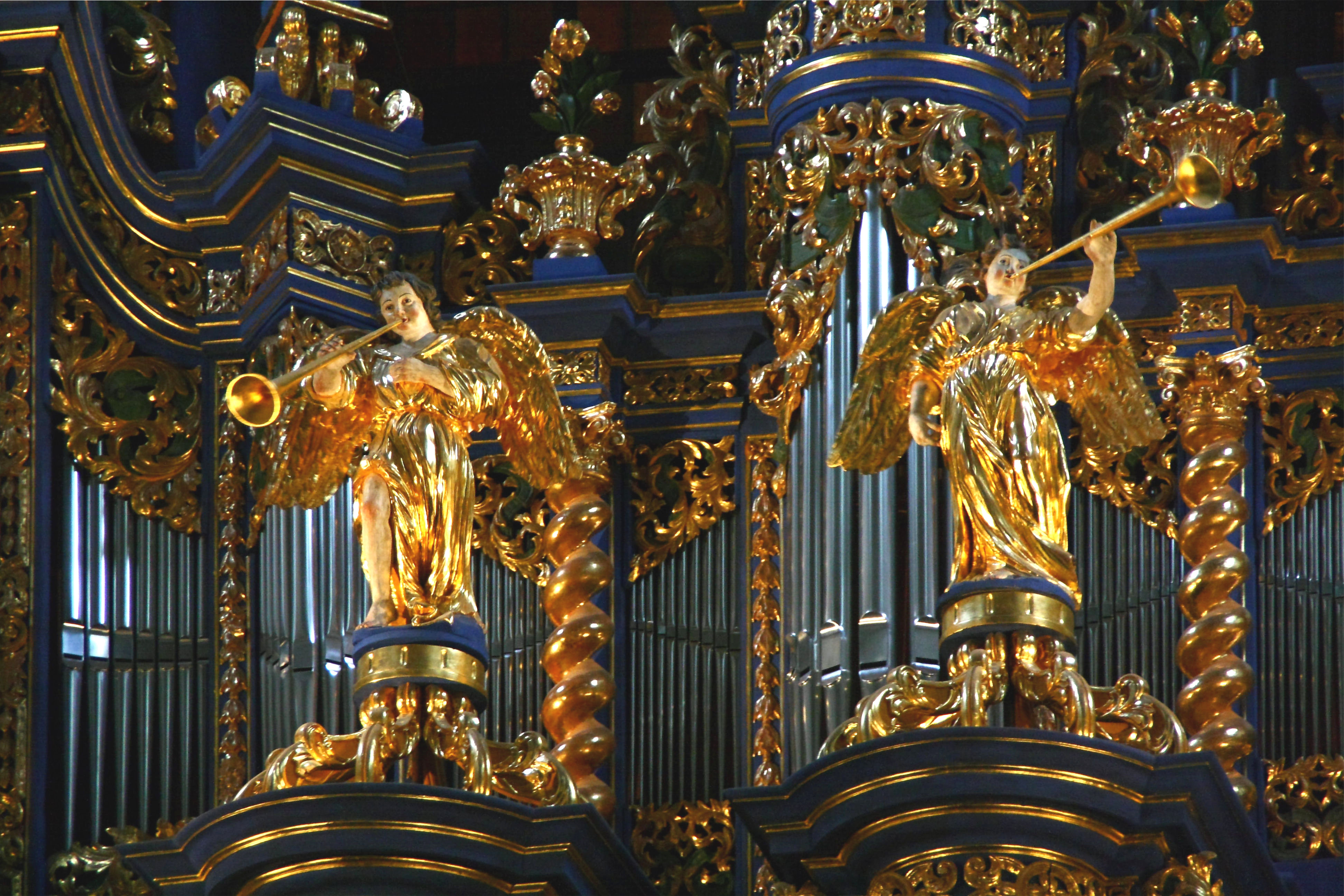
Für Mosengel typisches Detail: Bewegliche Engel an der Orgel in Święta Lipka

Johann Josua Mosengel (* 16. September 1663 in Eisenach; † 18. Januar 1731 in Königsberg i. Pr., Preußen) war ein deutscher Orgelbauer.

## Leben
Johann Josua Mosengel (auch Mosengeil) wurde 1663 als zweiter Sohn des Pfarrers Johann Joachim Mosengel (*um 1630; † nicht bekannt) in Eisenach geboren. Er hatte noch mindestens einen älteren Bruder Johann Elias (* um 1660; † vor 1738), der ebenfalls Orgelbauer wurde. Johann Josua lernte das Orgelbauhandwerk bei Johann Tobias Gottfried Trost und bei Martin Vater (a). Mosengel hielt sich bereits 1693/1694, vermutlich auf Veranlassung der Stadtväter, in Königsberg i. Pr. auf. Er fertigte dort in diesen Jahren eine Orgel für die Kirche zu Medenau. Ein Neubau in Bissendorf im Jahr 1695 führte ihn zurück in den Raum Hannover. 1695 wurde er „Kurfürstlich Hannoverscher Orgelbauer“. 1696/1697 kehrte er zurück nach Königsberg i. Pr. und begann dort neben einigen kleinen Arbeiten mit dem Bau der dreimanualigen Orgel für die evangelische Kirche von Löbenicht, die sein erstes bedeutendes Werk war. Mit Dekret vom 23. Juni 1698 wurde er zum „Churfürstlich Brandenburgisch-Preußischen Hoforgelbauer“ ernannt. Nach der Erhebung Preußens zum Königreich im Jahr 1701 wurde das Dekret bei gleichbleibendem Text neu ausgestellt, allerdings nun mit dem Titel „Königlich Preußischer Hoforgelbauer“.
Er heiratete 1699 in Königsberg Dorothea Schau, Tochter des Gerichtsverwandten Heinrich Schau, mit der er drei Söhne (b) und drei Töchter hatte.
Mosengels Geselle George Barsenick spricht in einem Gesuch, das etwa aus dem Jahr 1715 stammt, von einer „öffteren Unpäßlichkeit“ seines Meisters, so dass angenommen wird, dass Mosengel etwa ab dem 50. Lebensjahr wiederholt von Krankheiten geplagt wurde. 1721 stellte Mosengel Georg Sigismund Caspari (1693–1741) als Gesellen ein, den er selbst mit Gesuch vom 20. Mai 1727 als seinen Nachfolger als „Königlich Preußischer Hoforgelbauer“ vorschlägt. Caspari heiratete im Jahr 1729 Mosengels Tochter Anna Catharina (1706–1740). Mosengel starb am 18. Januar 1731 im Alter von 67 Jahren. Seine Werkstatt wurde von Caspari fortgeführt, da keiner von Mosengels überlebenden Söhnen in das Orgelbauerhandwerk eingetreten war.

## Werke
Aus Mosengels Werkstatt gingen zu seinen Lebzeiten etwa 40 Neubauten hervor und er unternahm etwa 20 Umbauten.
Bei der Domorgel in Königsberg verwendete Mosengel teilweise Pfeifenwerk aus der Vorgängerorgel aus dem 16. Jahrhundert von Zickermann. Nach der Fertigstellung war diese Orgel mit 62 Registern auf drei Manualen und Pedal eine der größten ihrer Zeit.
Zu Mosengels typischen Merkmalen gehörten bewegliche Engel am Prospekt und der preußische Adler mit beweglichen Flügeln.
Nur wenige seiner Werke überlebten den Zweiten Weltkrieg, die meisten wurden zerstört bzw. geplündert. Im ehemaligen Ostpreußen sind nur noch einige Prospekte erhalten, die in der folgenden Werkliste entsprechend gekennzeichnet sind.

## Werkliste (Auswahl)
In der fünften Spalte bezeichnet die römische Zahl die Anzahl der Manuale, ein großes „P“ ein selbstständiges Pedal, ein kleines „p“ ein nur angehängtes Pedal. Die arabische Zahl in der vorletzten Spalte bezeichnet die Anzahl der klingenden Register.

### Neubauten
Die Liste der Neubauten folgt der Übersicht in Geschichte der Orgelbaukunst in Ost- und Westpreußen.
| Jahr              | Ort                          | Kirche                            | Bild | Manuale | Register | Bemerkungen |
| ----------------- | ---------------------------- | --------------------------------- | ---- | ------- | -------- | --- |
| 1694              | Medenau                      | Ev. Kirche                        |      | I/P     | 15       | 1886 durch einen Neubau von Max Terletzki ersetzt. |
| 1694              | Petersdorf                   | Ev. Kirche                        |      | I       | 6        | 1904 abgebrochen |
| 1695              | Bissendorf (Wedemark)        | St.-Michaelis-Kirche (Bissendorf) |      | I/P     | 9        | nicht erhalten |
| 1695/1697         | Kumehnen                     | Ev. Kirche                        |      | I/P     | 16       | 1881/1884 durch einen Neubau von Max Terletzki ersetzt, dabei Erhalt des Mosengel-Prospekts. Heute nicht mehr erhalten. |
| 1697              | Pobethen                     | Ev. Kirche                        |      | II/P    | 22       | ursprünglich I mit 10 Registern erbaut, 1726 Rückpositiv ergänzt, 1868 umgebaut und um Pedalwerk ergänzt. 1944 zerstört. |
| 1698              | Königsberg i. Pr.            | Löbenichtsche Kirche              |      | III/P   | 48       | 1764 mitsamt der Kirche abgebrannt. |
| 1698/1699         | Grunau                       | Ev. Kirche                        |      | I       | 10       | 1866 um ein Pedalwerk ergänzt. 1944/1945 zerstört. |
| 1699              | Allenburg                    | Ev. Pfarrkirche                   |      | II      | 22       | 1914 im Rahmen von Kampfhandlungen zerstört. |
| 1699 bzw. 1702    | Niebudszen                   | Ev. Kirche                        |      |         |          | 1866 durch einen Neubau eines nicht bekannten Orgelbauers ersetzt. |
| 1700              | Kussen                       | Ev. Dorfkirche                    |      | I       |          | Die Orgel – es handelte sich vermutlich um ein Positiv – wird in einer „Inventarisationsliste des Etat-Ministeriums“ aus dem Jahr 1785 genannt. Da die Kirche 1743 neu erbaut wurde, wurde die Orgel offensichtlich aus der alten Kirche in die neue übernommen. Die Kirche ist nicht mehr erhalten, wann die Orgel verloren ging, ist nicht zu ermitteln. |
| 1700              | Nemmersdorf                  | Ev. Kirche                        |      | I       |          | Die Orgel – es handelte sich vermutlich um ein Positiv – wird in einer „Inventarisationsliste des Etat-Ministeriums“ aus dem Jahr 1785 genannt. Sie soll 1784 von der Kirche zu Nemmersdorf erworben worden sein. Das Instrument ist nicht erhalten. |
| 1701              | Labiau                       | Stadtkirche Labiau                |      |         |          | 1870 abgebrochen |
| 1701              | Landsberg (Ostpreußen)       | Stadtkirche                       |      | II/P    | 26       | 1895 oder 1913 erfolgt ein Neubau hinter den historischen Prospekt. Die Orgel hatte den Zweiten Weltkrieg überstanden, wurde jedoch im Laufe der Jahre ausgeplündert, so dass der leere Mosengel-Prospekt 1974 abgerissen wurde. |
| 1701              | Alt Lappienen                | Ev. Kirche                        |      | I       | 9        | Ein Pedalwerk mit drei Registern wurde 1872 ergänzt. Wahrscheinlich 1944/1945 untergegangen. |
| um 1702           | Brandenburg (Frisches Haff)  | Ev. Kirche                        |      | I/P     | 16       | 1912 Neubau im Mosengel-Gehäuse durch die Werkstatt Goebel, Königsberg i. Pr., mit II/P/14 und pneumatischer Traktur. Die Orgel wurde mit der Kirche 1944/1945 zerstört. |
| 1704 bzw. um 1700 | Domnau                       | Ev. Kirche                        |      | I       | 12       | 1880 um ein Pedalwerk mit 3 Registern erweitert. 1934 durch einen Neubau von Karl Kemper mit II/P/13 ersetzt, wobei das Gehäuse sowie noch verwendbare Register weiterverwendet wurden. 1944/1945 vermutlich ausgeplündert, nicht erhalten. |
| 1705              | Passenheim                   | Ev. Kirche                        |      | I       | 12       | Das Gehäuse ist bis heute erhalten! 1902 Neubau im Mosengel-Gehäuse durch die Werkstatt Carl Novak, Königsberg i. Pr., mit II/P/20 und pneumatischer Traktur. 1998 Neubau durch die Werkstatt Zych, Wołomin, mit II/P/23 hinter den historischen Prospekt. |
| 1706              | Pörschken                    | Ev. Kirche                        |      | I       | 10       | 1732 nach einem Umbau der Kirche von Mosengels Nachfolger Caspari auf die Westempore versetzt. 1850 um ein Pedalwerk mit 3 Registern erweitert, 1934 durch Karl Kemper wiederhergestellt. Kirche und Orgel sind 1945 verbrannt. |
| 1706              | Kaymen                       | Ev. Kirche                        |      | I       |          | Mosengel verwendete hier einen Prospekt und vielleicht auch Pfeifenwerk von Adrian Zickermann dem Jüngeren. Um 1726 erfolgt der Zubau eines Rückpositivs. 1866 Erweiterung durch Wilhelm Sauer, Frankfurt (Oder), auf II/P/27. Orgel und Kirche sind zerstört. |
| 1707              | Königsberg i Pr.             | Sackheimer Kirche                 |      | I/P     | 14       | Am 11. November 1764 beim Stadtbrand mitsamt der Kirche zerstört. |
| vor 1711          | Schmoditten                  | Ev. Kirche                        |      |         |          | 1768 durch eine neue Orgel mit I/8 von Johann Preuß ersetzt. |
| vor 1711          | Langheim                     | Ev. Kirche                        |      |         |          | Über die Orgel sind keine weiteren Informationen bekannt, sie wird nur in einem Brief von Mosengels Gesellen George Barsenick erwähnt. Etwa 1766 erfolgte ein Neubau, der von Renkewitz Johann Preuß zugeschrieben wird. Auch diese Orgel ist nicht erhalten, es folgten weitere Neubauten. |
| 1711              | Almenhausen                  | Ev. Kirche                        |      | I/P     | 14       | Ursprünglich für die Kirche zu Uderwangen erbaut, ca. 1865 nach Almenhausen übertragen. Wahrscheinlich 1944 untergegangen |
| 1711              | Memel                        | Deutsche Stadtkirche St. Johannis |      |         |          | Registerzahl und weitere Details sind von der Orgel nicht bekannt. Sie wurde bei dem großen Stadtbrand von 1854 zerstört. |
| 1712              | Königsberg i. Pr.            | Waisenhaus                        |      |         |          | Über die Orgel sind keine weiteren Informationen bekannt, sie wird nur in einem Brief von Mosengels Gesellen George Barsenick erwähnt. Sie ist nicht erhalten. |
| 1714              | Stockheim                    | Ev. Kirche                        |      | I       | 7        | Hat den Zweiten Weltkrieg überstanden, wurde jedoch 1970 mit der Kirche abgerissen. |
| 1715              | Eisenberg (Kr. Heiligenbeil) | Ev. Kirche                        |      | I       | 9        | Vertrag 1714 geschlossen, Fertigstellung 1715. Die Orgel wurde 1897 im Rahmen einer Kirchenrenovierung abgerissen. |
| 1716              | Neuhausen                    | Ev. Kirche                        |      |         |          | Die Orgel wurde 1902 durch einen Neubau von Carl Novak ersetzt. |
| 1717              | Wosseden                     | Kath. Kapelle                     |      | I       | 5        | Es handelte sich um ein Truhenpositiv, das als Prozessionsorgel verwendet worden ist. Es ist das einzige signierte Orgelwerk aus der Werkstatt Mosengels, die Signatur lautet allerdings auf „Gabriel J. Mose[nge]l me fecit 1717“. Gabriel J. war vermutlich der Neffe Johann Josuas und hat offensichtlich in dessen Werkstatt das Orgelbauerhandwerk gelernt. Bei diesem Positiv könnte es sich nach Renkewitz um sein „Gesellenstück“ gehandelt haben, was sich jedoch nicht definitiv nachweisen lässt. Die Orgel wurde 1941 durch die Werkstatt Goebel, Königsberg i. Pr., restauriert und in der Wohnung der Orgelbauer Goebel verwahrt. Dort wurde das Instrument 1944 zerstört. |
| 1718              | Finckenstein                 | Ev. Pfarrkirche                   |      | I       | 8        | Für dieses Instrument fertigte Mosengel zwei identische Gehäuse, die jeweils rechts und links neben dem hohen Kanzelaltar auf einer Empore stehen. Das linke Gehäuse enthielt die Orgel, das rechte einen Bücherschrank. Heute sind beide Gehäuse bis auf die Prospektpfeifen leer. Der Berliner Orgelbauer Albert Lang errichtete bereits 1887 eine neue Orgel in das Mosengel-Gehäuse, diese wurde nach 1945 allerdings aus dem Gehäuse ausgebaut und auf der gegenüberliegenden Empore (ohne Gehäuse?) wiedererrichtet. |
| 1718–1721         | Königsberg i. Pr.            | Königsberger Dom                  |      | III/P   | 62       | 1944 zerstört. Nach dem Wiederaufbau des Doms wurde in den Jahren 2007/2008 eine Orgel der Alexander Schuke Orgelbau GmbH mit IV/P/90, für die ein dem Mosengel-Prospekt nachempfundenes Gehäuse konstruiert wurde. |
| 1719–1721         | Heiligelinde                 | Wallfahrtskirche                  |      | III/P   | 40       | Das Gehäuse mit einer Vielzahl beweglicher Figuren ist bis heute erhalten. Das Orgelwerk selbst wurde 1905 durch einen Neubau der Werkstatt Goebel, Königsberg i. Pr., mit II/P/36 ersetzt. Einzelne Pfeifen Mosengels sind nur noch in drei Registern erhalten (Prinzipal 16′ und Oktave 8′ im Pedal sowie Großgedackt 16′ im Hauptwerk) |
| 1722              | Kaukehmen                    | Ev. Kirche                        |      | I       | 11       | Die Orgel wurde bereits 1843/1844 durch ein neues Instrument von Johann Scherweit mit II/P/24 ersetzt, der allerdings das Mosengelsche Gehäuse wiederverwendete. Bereits 1904 brannte die Kirche mitsamt der Orgel ab. |
| 1724              | Friedland                    | Ev. Kirche St. Georg              |      | II/P    | 29       | 1766, 1791, 1813, 1852, 1873 und ca. 1890 repariert bzw. instand gesetzt, wurde die Orgel 1913 durch ein neues Instrument von Wilhelm Sauer, Frankfurt (Oder) mit II/P/26 ersetzt. Die Kirche überstand beide Weltkriege, die Inneneinrichtung der Kirche – und damit offensichtlich auch die Orgel – wurde jedoch 1948 aus der Kirche entfernt. |
| 1726              | Braunsberg                   | Kath. Pfarrkirche St. Katharina   |      | II/P    | 29       | Die Orgel wurde 1909 durch ein neues Werk der Werkstatt Bruno Goebel, Königsberg i. Pr. ersetzt, der 42 Register im Mosengel-Gehäuse unterbrachte. 1945 wurden Kirche und Orgel zerstört. |
| 1726              | Goldap                       | Ev. Alte Kirche                   |      | I       | 10       | Die Orgel wurde bereits 1785 in schadhaftem Zustand an eine „5 Meilen von Goldap entlegene polnische Kirche“ verkauft. |
| 1726              | Königsberg i. Pr.            | Deutsch-reformierte Burgkirche    |      | II/P    | 27       | Die Orgel ist das „Probstück“ (=Meisterstück) von Mosengels Schwiegersohn Georg Sigismund Caspari, das dieser unter Mosengels Aufsicht baute. Die Orgel wich 1936 einem Neubau unter Beibehaltung des historischen Gehäuses von Karl Kemper mit III/P/50, der allerdings bereits 1944/1945 zerstört wurde. |

### Reparaturen, Überholungen, Umbauten
| Jahr           | Ort                                | Kirche                          | Bild | Manuale | Register | Bemerkungen |
| -------------- | ---------------------------------- | ------------------------------- | ---- | ------- | -------- | --- |
| 1693           | Arnau                              | Ev. Kirche                      |      |         |          | Instandsetzung der Orgel. |
| 1694 oder 1695 | Königsberg i. Pr.                  | Ev. Dom                         |      |         |          | Reparatur oder Instandsetzung der Orgel von 1587. |
| 1694           | Mühlhausen (Kreis Preußisch Eylau) | Ev. Dorfkirche                  |      |         |          | Instandsetzung oder Umbau. |
| 1695           | Wolfenbüttel                       | Hauptkirche BMV                 |      |         |          | Reparatur der 1620–1624 von Gottfried Fritzsche erbauten Orgel zusammen mit seinem Bruder Johann Elias.                                                           |
| 1696           | Hannover                           | Schlosskirche                   |      |         |          | Reparatur oder Instandsetzung. |
| 1700           | Bartenstein                        | Stadtkirche                     |      |         |          | Reparatur oder Instandsetzung der Orgel von Joachim Thiele aus dem Jahr 1653                                                                                      |
| 1701           | Labiau                             | Stadtkirche Labiau              |      |         |          | Reparatur zusammen mit seinem Gesellen George Barsenick, 1870 abgebrochen                                                                                         |
| 1702           | Königsberg i. Pr.                  | Schlosskirche                   |      |         |          | Umbau |
| 1702           | Königsberg i. Pr.                  | Schlosskirche                   |      |         |          | Umbau |
| 1707           | Königsberg i. Pr.                  | Neuroßgärter Kirche             |      |         |          | Umbau |
| 1708           | Angerburg                          | Kath. Kirche St. Peter und Paul |      |         |          | Reparatur bzw. Wiederherstellung einer Orgel von Joachim Thiele, Prospekt und Werk sind zum großen Teil erhalten.                                                 |
| 1710           | Heiligenbeil                       | Ev. Kirche                      |      |         |          | Reparatur der Orgel von Johann Kaul aus Heiligenbeil aus dem 16. Jahrhundert, nicht erhalten, Kirche 1944/1945 bis auf die Grundmauern zerstört.                  |
| 1711 oder 1720 | Königsberg                         | Haberberger Trinitatis-Kirche   |      | II/P    | 32       | Umbau und Erweiterung einer Orgel von David Trampp aus dem Jahr 1689 oder 1674. Orgel und Kirche brannten 1747 ab.                                                |
| 1714           | Königsberg i. Pr.                  | Ev. Dom                         |      |         |          | Größere Instandsetzung der Orgel von 1587 zusammen mit seinem Gesellen George Barsenick.                                                                          |
| 1715           | Königsberg i. Pr.                  | Tragheimer Kirche               |      |         |          | Reparatur. |
| 1721           | Rastenburg                         | Ev. Kirche                      |      |         |          | Große Instandsetzung der Orgel aus den Jahren 1591/1595. |
| 1722           | Königsberg i. Pr.                  | Löbenichtsche Kirche            |      | III/P   | 48       | Erweiterung der 1698 von Mosengel erbauten Orgel. 1764 mitsamt der Kirche abgebrannt.                                                                             |
| 1728           | Alt Lappienen                      | Ev. Kirche                      |      |         |          | Reparatur |
| 1726/1729      | Fischhausen                        | Ev. Kirche                      |      |         |          | Reparatur der Orgel von Zickermann aus dem Jahr 1619. |
| 1729           | Heiligenbeil                       | Ev. Kirche                      |      |         |          | Instandsetzung der Orgel von Johann Kaul aus Heiligenbeil aus dem 16. Jahrhundert für 195 fl., nicht erhalten, Kirche 1944/1945 bis auf die Grundmauern zerstört. |